# Change Agent
Ein Change Agent (oder Change-Management-Berater; etwa: Erneuerer, Betreiber des Wandels) ist ein Experte für die konstruktive Herbeiführung von Klärungen in Entscheidungs- und Konfliktsituationen sowie von Innovationen bzw. Neuerungen und Veränderungen im persönlichen, organisatorischen, wirtschaftlich-technologischen oder politisch-sozialen Bereich.
Er bewirkt dies entweder durch absichtsvolles Handeln zur direkten Einwirkung auf das Verhalten anderer Personen oder als mittelbare Auslösung von Reaktionen auf die Art seines Verhaltens oder auf dazu herbeigeführte Ereignisse.
Schwerpunktmäßig wird hier der Change Agent im engeren Sinn behandelt. Das Aufgreifen des Begriffs durch Beratungsunternehmen führte zu Ausweitungen seiner Bedeutung.

## Zielsetzung und Arbeitsweise
Das Ziel eines Change Agents ist, das Zustandekommen und die Nachhaltigkeit von Entscheidungen und ihrer Umsetzungen auf psycho-sozialer Ebene abzusichern.
Der Change Agent sorgt im günstigsten Fall für geeignete Rahmensituationen, die ein natürliches Heranreifen quasi-autonomer Entscheidungen und ihrer Umsetzungen fördern.
- So bewirkt er die Identifikation der Beteiligten und Betroffenen mit deren eigenem Verhalten,
- gibt ihnen Zuversicht in ihr eigenes Können und in die Lösbarkeit der Aufgabe und
- verleiht ihnen Zufriedenheit mit den eigenen Anteilen an dem Entwicklungs- bzw. Veränderungsprozess.

### Entwicklungsszenarien
Für Klärungen in Entscheidungs- oder Konfliktsituationen beschreibt ein Change Agent, welche Rahmensituationen geeignet sind, das Zustandekommen erforderlicher Entscheidungen zu fördern. Darüber hinaus beschreibt er, welche Ereignisse zu diesen Situationen führen und auf welchen Wegen diese auszulösen sind.
Für Innovationen bzw. Neuerungen beschreibt ein Change Agent die zu erfüllenden Anforderungen und den Bedarf, der diesen zugrunde liegt. Gegebenenfalls schildert er, wie bzw. durch welche Ereignisse dieser Bedarf geweckt werden kann, und welche Lösungsansätze zur Befriedigung des Bedarfs er sieht. Schließlich erläutert er, mit welcher Einführungsstrategie die Innovationen bzw. Neuerungen zum Erfolg geführt werden können.
Der Change Agent beeinflusst die Diffusion (Verbreitung) einer Innovation positiv oder negativ und ist hierbei nicht unbedingt Mitglied des Sozialen Systems, in dem sich die Neuerung verbreitet.
Für Veränderungen beschreibt ein Change Agent Leistungs- und Entwicklungshindernisse und -reserven. Er konzipiert „Auslöser“, die in der Regel bestehende organisatorische Schwächen bis zur Übertreibung – im günstigsten Fall bis zur Lächerlichkeit – überzeichnen. So fordert er die Beteiligten dazu heraus, quasi „kopfschüttelnd“ oder „lachend über sich selbst“, gelegentlich auch nach einem „heilsamen Schreck“, selber die nötigen Änderungen zu verlangen. Die daraus folgende Umgehung einer Oppositionshaltung wesentlich Beteiligter führt in der anschließenden Projektarbeit zu einer beträchtlichen Minimierung von Reibungsverlusten und zu einer hochgradigen Eigenmotivation, wie sie durch direkte Einwirkung Dritter nicht erreicht werden kann.

### Umsetzungsprojekte
Fremdbestimmten Umsetzungsaktivitäten verleiht ein Change Agent Akzeptanz. Toleranz reicht nicht aus, da sie unterschwelligen Widerstreit nicht ausschließt. Dies erreicht er durch positives Denken und konstruktive Teilnahme an den psycho-sozialen Prozessen, die infolge der Veränderung auftreten, in der Rolle als Mitbetroffener.
Selbstbestimmten Umsetzungsaktivitäten verschafft er Anregung und fördert die Initiative der Beteiligten. Dies erreicht er durch engagiertes Mitwirken an den Konzeptions- und Umsetzungsprozessen zur Mitgestaltung der Veränderung, in der Rolle als Beteiligter.

## Begriff
In der Diffusionsforschung wird der Begriff „Change Agents“ insbesondere von Everett M. Rogers (Diffusion of Innovations) verwandt. „Change Agents“ nutzten hierbei u. U. Meinungsführer („Opinion Leaders“), um eine Innovation zu verhindern oder durchzusetzen. Der Begriff war in den Sozial- und Kommunikationswissenschaften bereits eingeführt, als er auch an anderer Stelle aufgegriffen wurde:
1994 tauchte der Begriff im Zusammenhang mit Unternehmensorganisation auf. Eine Beibehaltung des englischen Begriffs im Deutschen ist sinnvoll, da bei der Übertragung zu viel Prägnanz verloren ginge.
- Unternehmen in den USA ließen untersuchen, warum Änderungen in der Unternehmenspolitik so selten erfolgreich vom Management bis zu den Ausführenden durchdringen konnten, und wie die rühmlichen Ausnahmen zu erklären waren.
- Dabei fielen einige wenige Schlüsselpersonen auf, die auch ohne speziellen Auftrag oder entsprechende Kompetenzen, eher aus der zweiten Reihe heraus, durchaus etwas bewegen konnten.
- An statistisch erfassbaren Unterschieden waren sie kaum zu erkennen, ein paar besondere Eigenschaften und Fähigkeiten hatten sie jedoch gemeinsam, z. B.:
  - Sie lehnten höhere Führungsaufgaben ab, wenn sie dadurch nicht mehr in der Nähe der „Praxisfront“ arbeiten konnten, weil sie überzeugt waren, dass dort über den Erfolg des Unternehmens entschieden wird.
  - In den Führungsmethoden waren sie sehr variabel: Obwohl sie einen liberalen Umgang mit den Mitarbeitern eindeutig bevorzugten, gingen sie in ähnlichen Situationen durchaus unterschiedlich mit ihnen um, abhängig von deren Persönlichkeit, und konnten, wenn nötig, auch recht autoritär auftreten.
- Als Suchkriterien, um weiteres Potential an „Change Agents“, an „Betreibern des Wandels“, zu finden, erschienen diese Erkenntnisse nicht besonders ergiebig.
  - Die Trefferquote blieb gering; fast ausschließlich Frauen waren darunter, vermutlich dank ihrer höheren Sozial- und Sprachkompetenzen, aber wohl auch wegen ihres geringeren Karrierestrebens (s. o.).

### Begriffsverwendung
Das Auftauchen des Begriffs löste Mitte der 1990er Jahre in der Beratungsbranche einen Hype aus. Ihre Marketingexperten erkannten, dass der Wirtschaft, die allgemein unter scharfem Veränderungsdruck stand, mit diesem Begriff die Beherrschung besonders wirkungsstarker Methoden nahegelegt werden konnte, wenn ihn eine Unternehmensberatung in der Beschreibung ihrer Vorgehensweise verwandte.
Die Erläuterungen dieses Artikels reflektieren diesen Hype und die damit verbundene Ausdehnung der Begriffsbedeutung nicht. Große Beratungsgesellschaften verzichten meist auf seine Verwendung. Sie sprechen im Rahmen der Organisationsentwicklung (OE) von der Methodik des Veränderungsmanagements (change management), die jedoch anders zu verstehen ist als die eines Change Agents:
Während „Change Manager“ wohl den Einsatz eines „Change Agents“ eher als Sonderfall für einen Ausschnitt aus ihrer Methodik ansähen, neigten „Change Agents“ wohl eher zu der Ansicht, wer einen „Change Agent“ habe, brauche kein „Change Management“.

## Change Agents in Organisationen und Unternehmen
Change Agents im Bereich des Managements sind Individuen oder Gruppen, die dafür verantwortlich sind, Veränderungen in Form von Projekten oder vollständigen Programmen zu initiieren, durchzuführen und zu koordinieren. Somit sind sie proaktive Vertreter der Transformation und des Kulturwandels.

### Aufgaben
Zu Beginn stellen Change Agents sicher, dass die Organisation bereit für Veränderungen ist und bereiten darauf aufbauend Change-Prozesse vor, um das Risiko für Konflikte und Schwierigkeiten im Nachhinein zu minimieren und die Situation eine Chance für Entwicklung und Fortschritt darstellen kann. Sie planen die Strategie und die Schritte des Change-Prozesses, diagnostizieren Probleme und entwickeln Pläne für den Umgang mit diesen. Darüber hinaus zählt auch die Klärung von auftretenden Konflikten sowie der Umgang mit kritischen Reaktionen gegenüber Veränderungen zu ihren Aufgaben. Dabei stehen sie im Dialog mit Mitarbeitenden und kommunizieren Änderungen, um Verständnis auf Seite der Mitarbeitenden zu schaffen.

### Formen
Change Agents können sowohl intern als Manager oder Mitarbeitende, als auch extern in Form von Beratern, beauftragt werden. Interne Change Agents, wie Mitarbeitende oder Manager der Organisation, sind für die Generierung und Umsetzung von neuen Prozessen und Innovationen sowie für die Anpassung an die eigene Organisation von Bedeutung. Externe Change Agents, wie Berater, Wissenschaftler oder andere Stakeholder, bringen hingegen eher ihre Expertise und eine neue Perspektive ein. Hauptunterschied zwischen diesen beiden Formen ist das Fehlen eines tiefen Verständnisses der Organisationskultur auf Seiten des externen Change Agents, was einerseits bei der Prozessumsetzung hinderlich sein kann, darüber hinaus einen weitaus offeneren Blick auf die Organisation ermöglicht.
Darüber hinaus lassen sich verschiedene Subtypen unterscheiden, mit denen unterschiedliche Rollen und Aufgaben einhergehen, unter anderem:
- Change Agents können durch Teams, bestehend aus Mitgliedern der Organisation aus verschiedenen Hierarchieebenen, repräsentiert werden. Der Change-Prozess stellt dabei einen Teamprozess anstelle einer individuellen Aufgabe dar.[1]
- Ein anderer Ansatz zielt darauf ab, alle Mitarbeitenden der Organisation als Change Agents zu erachten. Dabei tragen Mitarbeitende die Verantwortung für Veränderungen und deren Umsetzung in der Organisation.[10]
- Möglich sind hierbei auch unwissentliche Change Agents, also Personen, die die Veränderung ohne ausdrückliche Intention vorantreiben und sich ihrer Wirkung als Change Agents nicht bewusst sind.[11]

### Kompetenzen
Der weitgefasste Begriff des Change Agents sowie die kontextspezifischen Change-Prozesse führen dazu, dass sich keine konkreten Kompetenzen festlegen lassen, die für die Arbeit als Change Agent unbedingt notwendig sind. Eine Vielzahl an Meta-Kompetenzen kann jedoch von Vorteil sein, um Change-Prozesse zu initiieren und zu begleiten. In der Forschung zeigte sich, dass Menschen mit einer stärker ausgeprägten Resilienz bereiter sind, Veränderungen anzunehmen und umzusetzen. Die individuelle Bereitschaft für Veränderungen sowie offene Einstellungen gegenüber Veränderungen können bei der Auswahl von Mitarbeitenden zu Change Agents berücksichtigt werden, um die Basis für einen erfolgreichen Change-Prozess zu schaffen. Anknüpfend daran zeigte sich, dass Psychologisches Kapital eine Ressource sein kann, die Change Agents darin unterstützt, Veränderungen zu verfolgen.

## Forschung
Wissenschaftliche Untersuchungen befassen sich
- mit der Erforschung der bei einem Change Agent wirksamen (eher bewussten) Techniken und der (eher unbewussten) Situations- und Verhaltensmuster sowie
- mit der praktischen Anwendbarkeit der gefundenen Mechanismen, um bestimmte Veränderungen gezielt herbeizuführen.

Im Stanford Persuasive Technology Lab wählt man einen weitergehenden Ansatz: "Alles, was zu Verhaltensveränderungen führt, könnte als Change Agent funktionieren."
Dort werden die Beeinflussungsmöglichkeiten durch alle Arten interaktiver Computerprodukte untersucht. - Dieser Forschungszweig wird Captology (Wortspiel, etwa: „Einvernahme-“ oder „Vereinnahmungs-Technologie“) genannt.
Weiterhin wird der Einfluss des Change Agents, ebenso wie weiteren Faktoren und Akteuren im Veränderungsmanagement, auf die Akzeptanz von Veränderungsmaßnahmen bei Mitgliedern einer Organisation untersucht. Beispielsweise zeigte sich, dass das Vertrauen in den Change Agent seitens der Mitglieder einer Organisation einen moderierenden Effekt auf die Ambivalenz der Personen gegenüber einer Veränderungsmaßnahme aufweist.